# Glanegg
Glanegg ist eine Gemeinde mit 1760 Einwohnern (Stand 1. Jänner 2024) im Bezirk Feldkirchen im Bundesland Kärnten in Österreich.

## Geographie
Die Ortschaften der Gemeinde liegen auf einer Seehöhe zwischen 486 und 867 Metern im Glantal zwischen St. Veit und Feldkirchen.

### Gemeindegliederung
Die Gemeinde Glanegg ist in zwei Katastralgemeinden (Maria Feicht und Tauchendorf) gegliedert und umfasst folgende 27 Ortschaften (in Klammern Einwohnerzahl Stand 1. Jänner 2024):
- Bach (13)
- Besendorf (55)
- Deblach (11)
- Flatschach (25)
- Friedlach (251)
- Glanegg (232)
- Glantscha (47)
- Gösselsberg (48)
- Gramilach (100)
- Grintschach (16)
- Haidach (71)
- Kadöll (125)
- Krobathen (37)
- Kulm (11)
- Maria Feicht (151)
- Maria Feicht-Gegend (16)
- Mauer (65)
- Mautbrücken (66)
- Meschkowitz (8)
- Metschach (7)
- Paindorf (40)
- Rottendorf (49)
- Schwambach (72)
- St. Gandolf (8)
- St. Leonhard (101)
- Tauchendorf (125)
- Unterglanegg (10)

### Nachbargemeinden
| St. Urban   |                                             |            |
| Feldkirchen | Kompassrose, die auf Nachbargemeinden zeigt | Liebenfels |
|             | Moosburg                                    |            |

### Gewässer
Die Glan durchfließt das Gemeindegebiet in west-östlicher Richtung. In einem Wald östlich von Haidach liegt der Haidensee.

## Geschichte
Die Ortschaften Deblach, Gramilach und Tauchendorf wurden im Jahr 993, die Burg Glanegg (heute eine vor dem Verfall gerettete Burganlage oberhalb des Glantales) 1121 erstmals urkundlich erwähnt. Die Burg war zu diesem Zeitpunkt im Besitz des Kärntner Herzogs Heinrich III. aus dem Geschlecht der Eppensteiner, nach seinem Tod ging sie an sein Patenkind, den Grafen Bernhard von Trixen. Dessen Erbe wiederum trat Markgraf Ottokar III. von Steyr an, dessen Sohn später Herzog der Steiermark wurde. Von da an wurde die Burg von steirischen Ministerialen verwaltet, die sich Herren von Glanegg nannten.
1424 kam Glanegg in landesfürstlichen Besitz und diente bis zum Ende der Feudalherrschaft 1848 verschiedenen Adelsgeschlechtern als Herrschafts- und Landgerichtssitz.
Bei der Konstituierung der Gemeinden in Kärnten im Jahr 1850 bildeten sich mit Maria Feicht, Tauchendorf und Glanegg drei Kleingemeinden, die erst 1956 bzw. 1957 zur heutigen Gemeinde Glanegg zusammengeschlossen wurden. Ein gemeinsames Bürgermeisteramt bestand allerdings bereits seit 1939.

### Staatsbürgerschaft, Religion
Laut Volkszählung 2001 hat Glanegg 2027 Einwohner, davon sind 96,8 % österreichische Staatsbürger. 88,2 % der Bevölkerung bekennen sich zur römisch-katholischen Kirche, 6,2 % zur evangelischen Kirche und 0,8 % sind islamischen Glaubens. 4,0 % der Bevölkerung sind ohne religiöses Bekenntnis.

## Kultur und Sehenswürdigkeiten

### Bauwerke
- Burgruine Glanegg

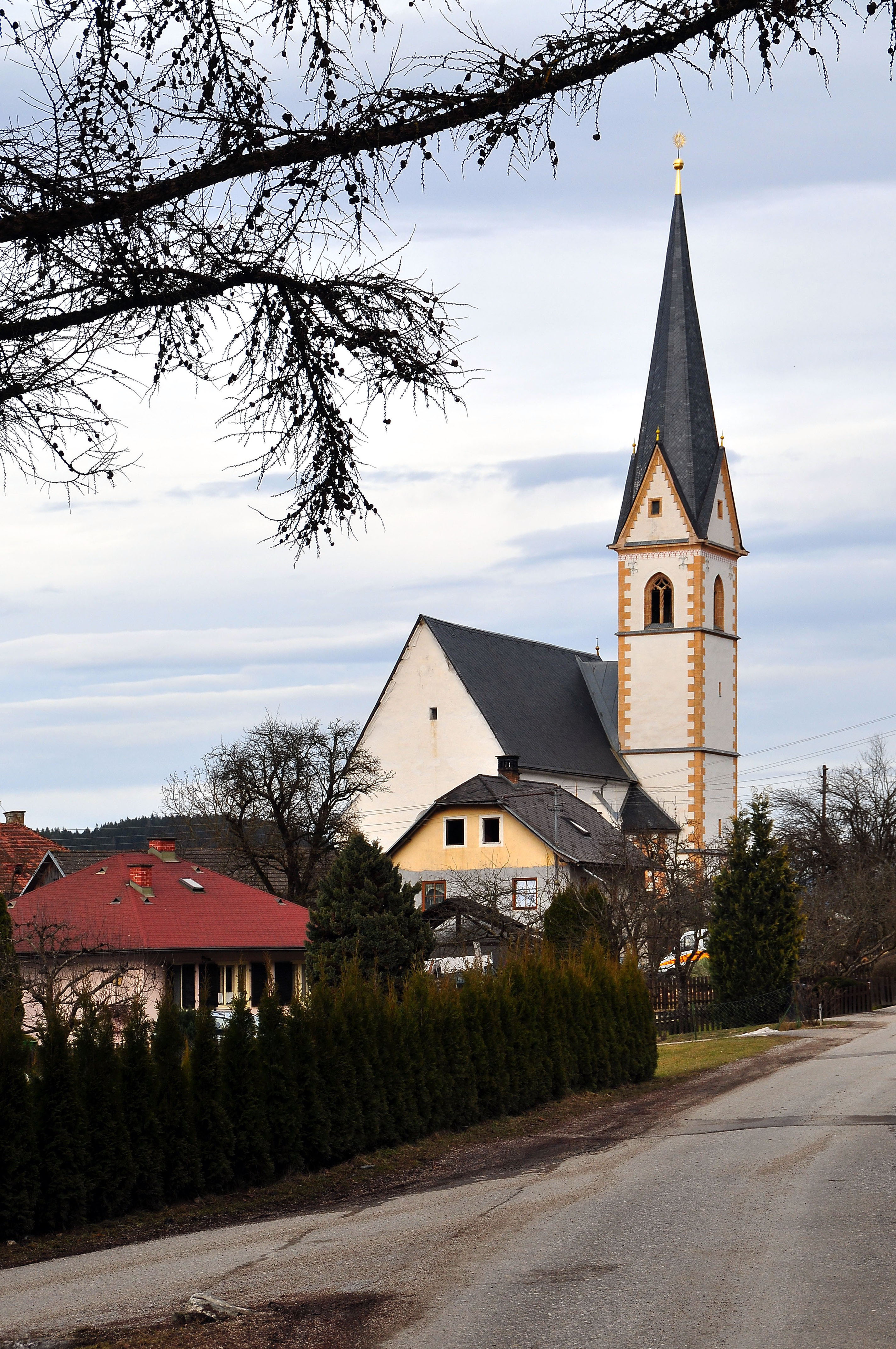
Filialkirche „Heilige Maria“ in Maria Feicht

- Die Pfarrkirche St. Gandolf in der gleichnamigen Ortschaft wurde zwischen 1060 und 1076 durch ein Tauschgeschäft mit dem Bistum Salzburg von den Eppensteinern erworben. Die vollen Pfarrrechte erhielt St. Gandolf zwischen 1285 und 1293. Die Kirche steht auf einem Hügel und ist von einem Friedhof mit abschließender Wehrmauer umgeben. Ihre heutige Gestalt im gotischen Stil erhielt das Kirchengebäude vermutlich bereits im 14. Jahrhundert.
- Die heutige Filialkirche Hl. Maria in Maria Feicht wurde urkundlich erstmals zwischen 1060 und 1076 als „ecclesia in Fuihta“ erwähnt.[4] Sie war zunächst Eigenkirche der Eppensteiner mit Pfarrrechten, sank aber später zur Filiale von St. Gandolf ab. Sie wurde im ersten Viertel des 16. Jahrhunderts als Marienwallfahrtskirche im spätgotischen Stil neu errichtet.
- Die Pfarrkirche Hl. Georg in Friedlach wurde urkundlich 1169 als Pfarre und  1214–1218 als Kirche erwähnt.
- Filialkirche Hl. Michael in Tauchendorf
- Filialkirche Hl. Lorenz in Flatschach

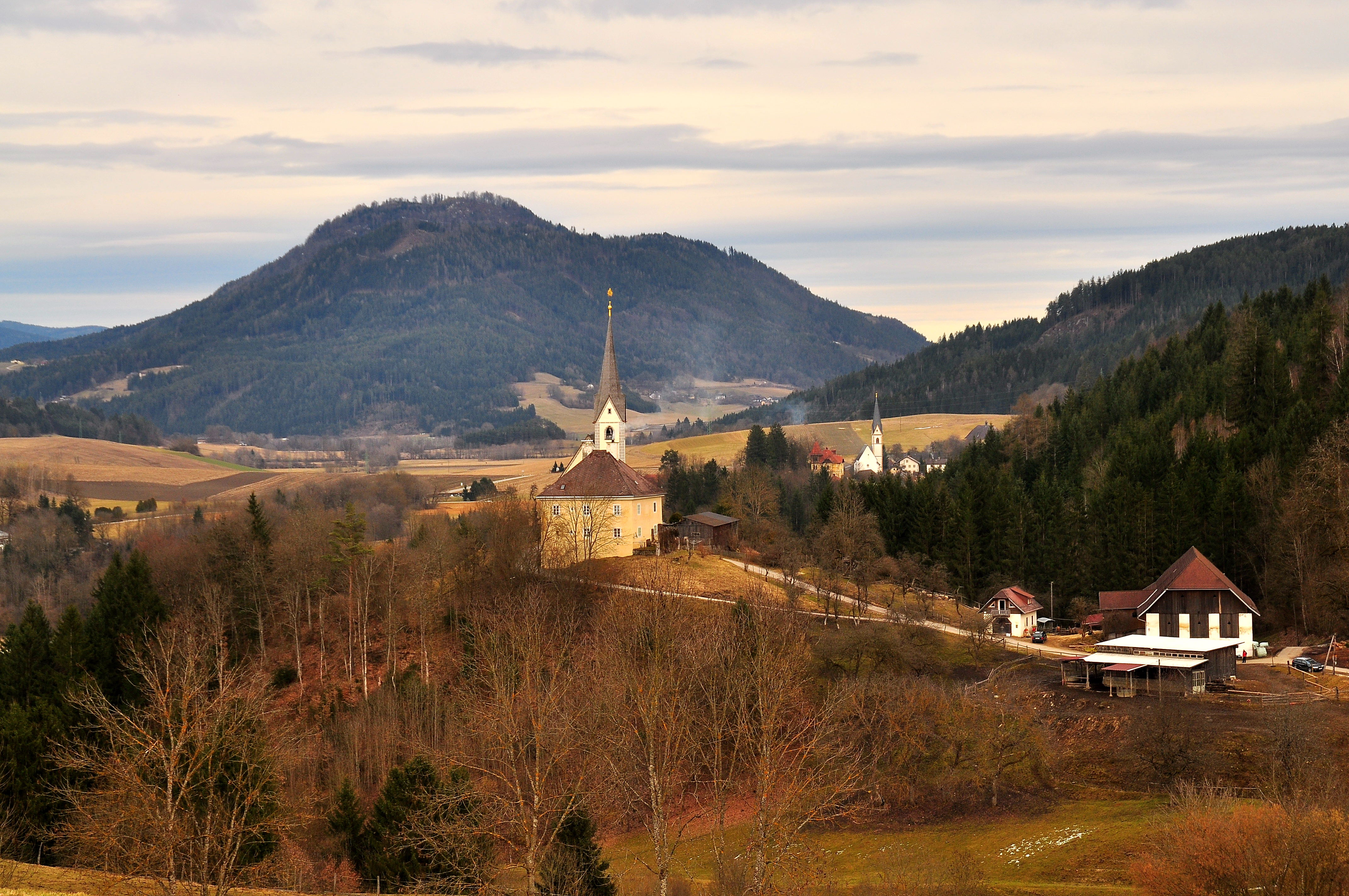
Pfarrkirche Sankt Gandolf, Filialkirche Maria Feicht und Ulrichsberg
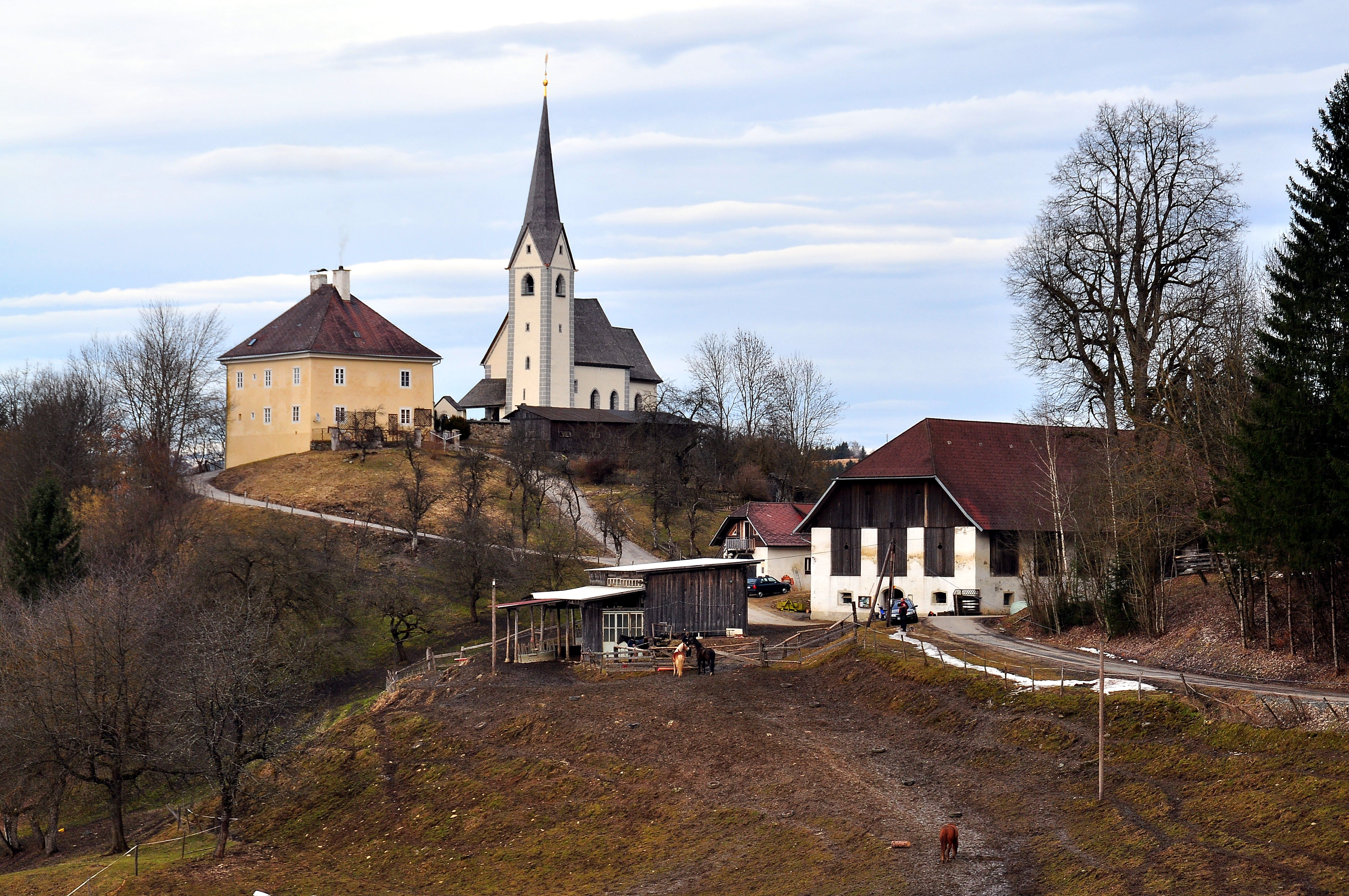
Pfarrkirche Sankt Gandolf
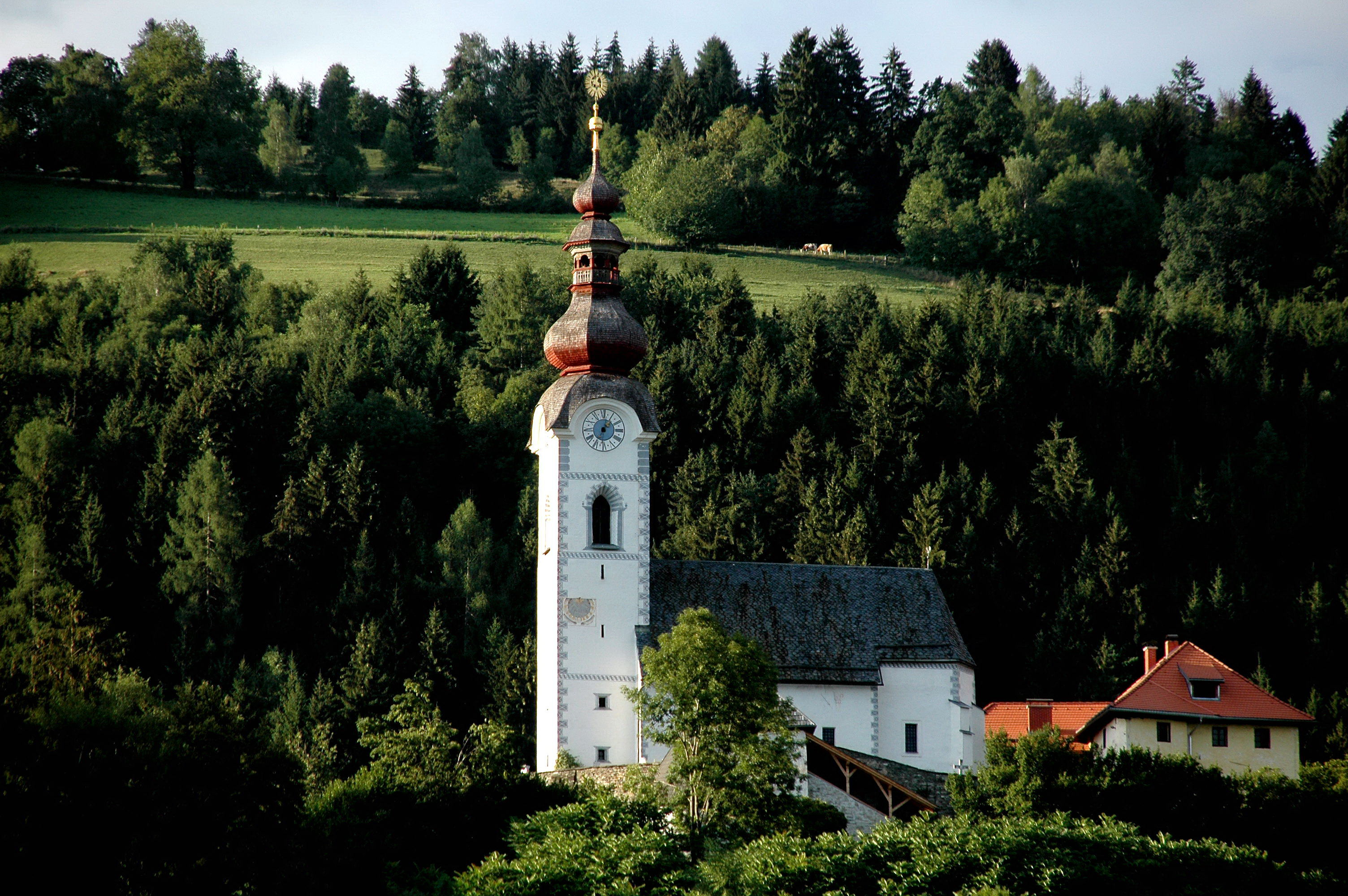
Friedlacher Kirche
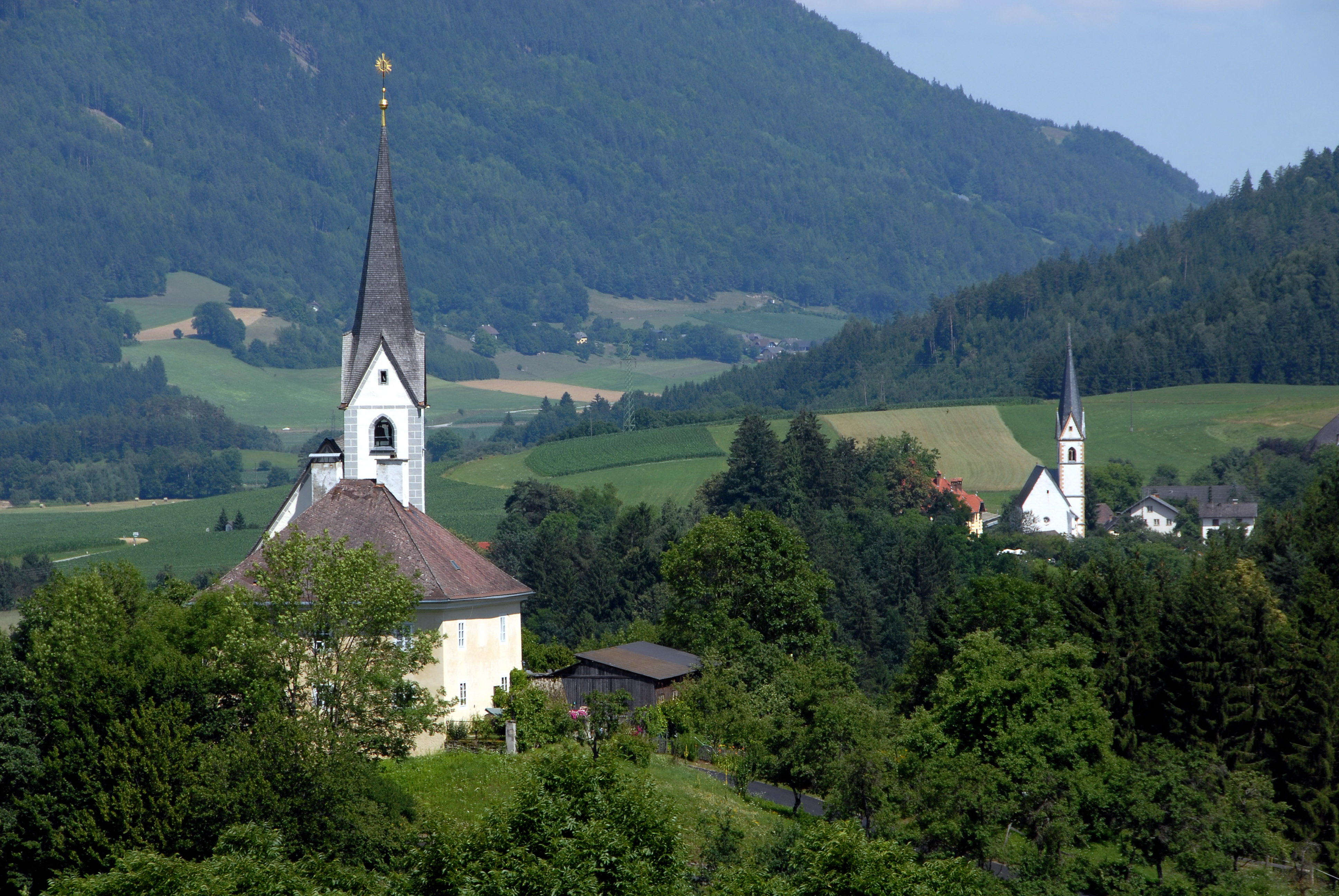
Pfarrkirche Sankt Gandolf und Filialkirche Maria Feicht
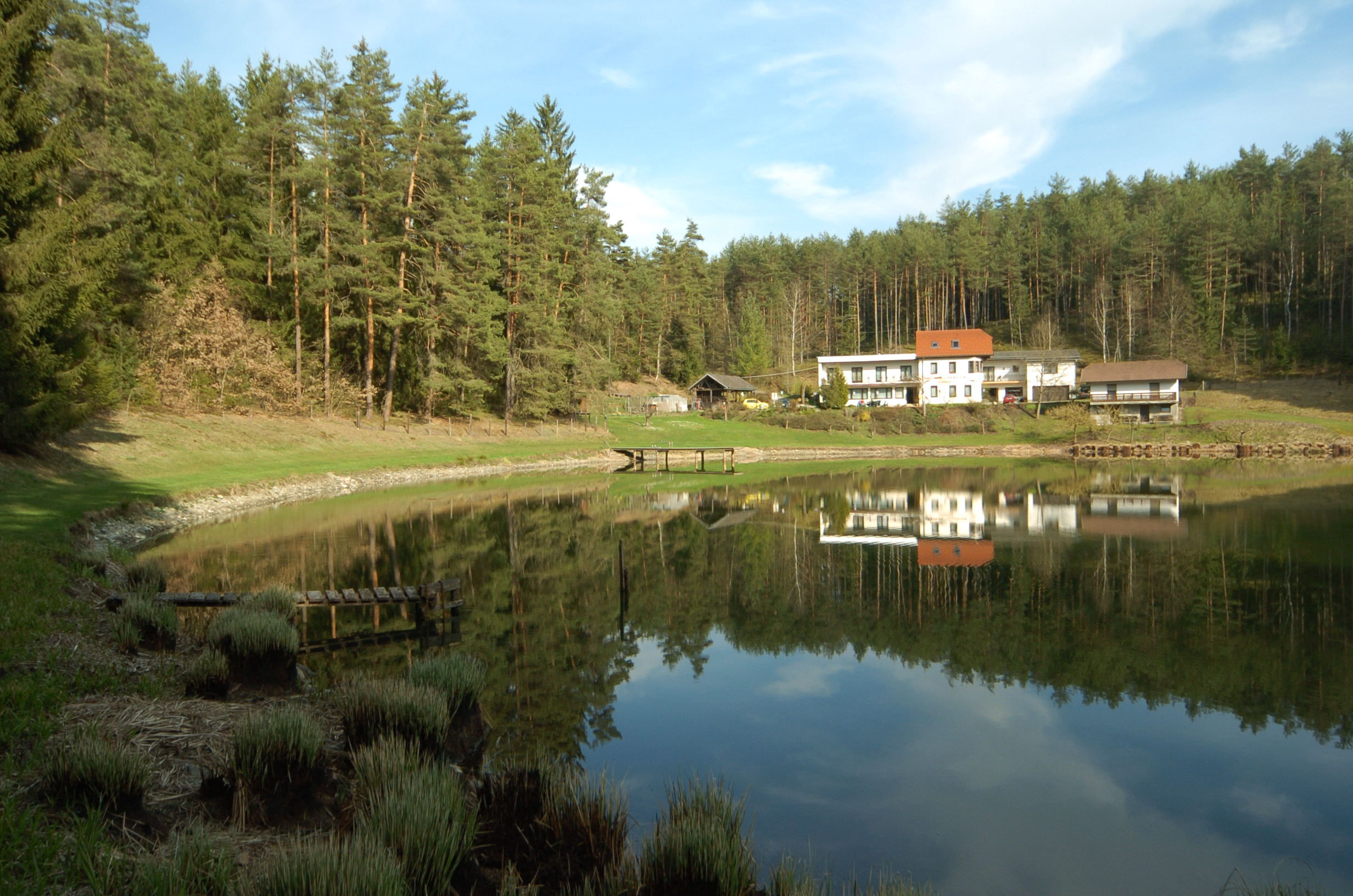
Haidensee

### Regelmäßige Veranstaltungen
Der jährlich stattfindende Vierbergelauf führt auch durch das Gemeindegebiet von Glanegg. Die heutige Wegstrecke führt von Zweikirchen über den Glantalboden hinüber nach Sankt Leonhard, den Kulm hinauf und durch ein Waldstück hinauf nach Liemberg am Fuß des Veitsberges. Mehrere Hinweise sprechen jedoch dafür, dass der Verlauf des Flurumgangs vor geraumer Zeit westlich von Zweikirchen über die Burgruine Hardegg, den Haidensee, Tauchendorf, Gramilach, Mauer und das Kirchlein Wasai nach Liemberg gewesen ist.

## Wirtschaft und Infrastruktur

### Wirtschaftssektoren
Die folgende Tabelle zeigt die Entwicklung der Anzahl der Betriebe und der Beschäftigten in den Wirtschaftssektoren:
| Wirtschaftssektor            | Anzahl Betriebe | Anzahl Betriebe | Anzahl Betriebe | Erwerbstätige | Erwerbstätige | Erwerbstätige |
| Wirtschaftssektor            | 2021            | 2011            | 2001            | 2021          | 2011          | 2001          |
| ---------------------------- | --------------- | --------------- | --------------- | ------------- | ------------- | ------------- |
| Land- und Forstwirtschaft 1) | 47              | 89              | 109             | 55            | 65            | 61            |
| Produktion                   | 31              | 23              | 19              | 529           | 399           | 439           |
| Dienstleistung               | 89              | 70              | 38              | 259           | 183           | 116           |

1) Betriebe mit Fläche in den Jahren 2010 und 1999, Arbeitsstätten im Jahr 2021

### Verkehr
- Straße: Glanegg ist über die durch das Glantal führende Ossiacher Straße (B 94) mit den Nachbargemeinden Feldkirchen bzw. Liebenfels verbunden. Bei Mautbrücken zweigt eine Landesstraße in südlicher Richtung ab.
- Eisenbahn: Mit den Stationen Tauchendorf-Haidensee, Glanegg sowie Mautbrücken gibt es im Gemeindegebiet drei Haltepunkte der Bahnstrecke St. Veit/Glan – Villach (ehemalige Rudolfsbahn).

## Politik
Der Gemeinderat von Glanegg besteht aus 15 Mitgliedern und setzt sich seit der Gemeinderatswahl 2021 aus Mandaten der folgenden Parteien zusammen: 11 SPÖ, 4 GFG

### Bürgermeister
- von 2002 bis 2020 Guntram Samitz (SPÖ)
- seit 2020[11] Arnold Pacher (SPÖ)[12]

### Wappen
Das Binnenschild des Wappens zeigt den goldenen Löwen der Herren von Glanegg, allerdings wurde der Hintergrund von Blau nach Rot verändert. Die beiden von den Ecken dieses Binnenschilds nach außen gerichteten Eichenblätter symbolisieren die Friedloseiche, den alten Gerichtsbaum von Friedlach, die drei Fichtenzweige im unteren Saum spielen auf die Namensherkunft von Maria Feicht (urspr. Fuihta) von der Fichte an.
Das Wappen und die Fahne wurden der Gemeinde Glanegg am 22. Juni 1993 verliehen. Die amtliche Blasonierung des Wappens lautet:
„Ein goldener Löwe mit ausgeschlagener Zunge in rotem Schild mit goldenem Bord, in den schrägauswärts von den Ecken des Innenschilds zwei grüne Eichenblätter wachsen, und in dessen unterem Saum drei grüne Fichtenzweige stehen.“
Die Fahne ist Rot-Gelb mit eingearbeitetem Wappen.

### Gemeindepartnerschaft
Seit 1993 besteht eine Verbindung zur Gemeinde Cassacco nahe Udine, die 1997 urkundlich besiegelt wurde.

## Persönlichkeiten

### Söhne und Töchter der Gemeinde
- Josef Holler (1795–1879), Gutsbesitzer und Politiker
- Alois Alberer (1922–2011), Politiker und Bundesbahnbeamter
- Hubert Maria Moran (* 1946), Schriftsteller und Bildender Künstler